# Лебанон (Кентуккі)
Лебанон (англ. Lebanon) — місто (англ. city) в США, в окрузі Меріон штату Кентуккі. Населення — 6274 особи (2020).

## Географія
Лебанон розташований за координатами 37°34′3″ пн. ш. 85°15′34″ зх. д. / 37.56750° пн. ш. 85.25944° зх. д. (37.567513, -85.259496).  За даними Бюро перепису населення США в 2010 році місто мало площу 13,84 км², з яких 13,77 км² — суходіл та 0,07 км² — водойми.

## Демографія
Згідно з переписом 2010 року, у місті мешкало 5539 осіб у 2406 домогосподарствах у складі 1404 родин. Густота населення становила 400 осіб/км².  Було 2674 помешкання (193/км²).
Расовий склад населення:
| - 74,2 % — білих - 18,7 % — чорних або афроамериканців - 1,0 % — азіатів - 0,1 % — корінних американців - 2,8 % — осіб інших рас |

До двох чи більше рас належало 3,2 %. Частка іспаномовних становила 4,4 % від усіх жителів.
За віковим діапазоном населення розподілялося таким чином: 24,5 % — особи молодші 18 років, 56,6 % — особи у віці 18—64 років, 18,9 % — особи у віці 65 років та старші. Медіана віку мешканця становила 40,3 року. На 100 осіб жіночої статі у місті припадало 84,4 чоловіків;  на 100 жінок у віці від 18 років та старших — 80,0 чоловіків також старших 18 років.
Середній дохід на одне домашнє господарство  становив 41 054 долари США (медіана — 25 559), а середній дохід на одну сім'ю — 44 736 доларів (медіана — 33 883). Медіана доходів становила 31 875 доларів для чоловіків та 26 109 доларів для жінок. За межею бідності перебувало 34,8 % осіб, у тому числі 49,3 % дітей у віці до 18 років та 23,7 % осіб у віці 65 років та старших.
Цивільне працевлаштоване населення становило 2105 осіб. Основні галузі зайнятості: освіта, охорона здоров'я та соціальна допомога — 30,3 %, виробництво — 24,6 %, роздрібна торгівля — 13,9 %, мистецтво, розваги та відпочинок — 6,7 %.